# Кендіс Камерон-Буре
Кендіс Камерон-Буре (англ. Candace Cameron Bure, МФА: [/бʊгеɪ/]; нар. 6 квітня 1976), до шлюбу Кендіс Гелейн Камерон (англ. Candace Helaine Cameron) — американська акторка, продюсерка, телеведуча і письменниця. Найбільшу популярність їй принесла роль Ді Джей Таннер (англ. Donna Jo Margaret "D.J." Tanner-Fuller) у ситкомі «Повний будинок» (1987—1995), його сиквелі «Повніший будинок» (2016—2020) та в телефільмах та програмах каналу Hallmark Channel.
Кендіс Гелейн Камерон народилася 6 квітня 1976 року в місті Панорама-Сіті, Лос-Анджелес, штат Каліфорнія, в сім'ї Роберта та Барбари Камерон. Має брата-актора Кірка Камерона (телесеріал «Growing Pains»).
З 22 червня 1996 року одружена з російським хокеїстом НХЛ Валерієм Буре. У пари троє дітей — дочка Наташа (1998) та сини Лев (2000) і Максим (2002).
У 2014 році Кендіс була учасницею телешоу «Танці із зірками» (англ. Dancing with the Stars), фінішувавши на третьому місці.

## Ранньє життя
Буре народилася в Панорама-Сіті, Лос-Анджелес, штат Каліфорнія, 6 квітня 1976 року  в родині Роберта та Барбари Кемерон.

## Карьера
Буре знялася в ролях у таких серіалах, як St. Elsewhere, Growing Pains і Who's the Boss? У 1985 році Буре зіграла Дженніфер Бейтс в епізоді ситкому «Панкі Брюстер». У 1987 році вона зіграла молодшу сестру Еріка Штольца в підлітковій комедії «Some Kind of Wonderful».
Також у 1987 році Камерон розпочала найвидатнішу роль у своїй кар’єрі в ситкомі Аншлаг, виконавши роль Донни Джо «D.J.» Таннер, старшої дочки Денні Таннера, якого зіграв Боб Саґет. Камерон знімалась протягом восьми сезонів серіалу до його завершення в 1995 році.
Водночас із серіалом «Аншлаг» вона також знялася в пригодницькій комедії «Табір Кукамонга» і в невдалому пілотному фільмі «Справжні зрілі» та в епізоді Білла Ная «Науковий хлопець» у ролі «Кендес, наукової дівчини». Вона також з'явилася в повнометражному фільмі Тома Хенкса та Саллі Філд.
Камерон вела церемонію вручення нагород Nickelodeon Kids' Choice Awards у 1990 році разом з Дейвом Кульєром і Девідом Фаустіно, які брали участь у серіалі «Повний будинок», а в 1994 році знову з Джоуї Лоуренсом і Марком Вайнером.

### Після Повного дому
Після того, як у 1995 році «Повний дім» закінчився, Буре знялась у фільмі «Сібілл і хлопчик зустрічає світ».
Буре також з'являлась у численних фільмах NBC, створених для ТБ, серед цих фільмів: «No One Would Tell» (де вона грала підлітка, який зазнав насильства), а також «She Cried No» (роль зґвалтованого підлітка), «NightScream» (детективний фільм).
Буре взяла перерву на телебаченні та в кіно після пологів, щоб зосередитися на своїй родині. У 2000-х роках вона з'явилася в якості учасниці інтерв'ю в ретроспективі "Я люблю 80-і" і "Я люблю 80-і завдають удару у відповідь". Пізніше вона стала співведучою програми «50 наймиліших дітей-зірок: усі дорослі» на мережі E!  разом із Кешією Найт Пулліам із знаменитого шоу Косбі.
У 2007 році Буре знялась в ситкомі That's So Raven. Наступного року вона знялася разом з Ренді Тревісом у фільмі «Пари» та з Томом Арнольдом у телевізійному фільмі «Місячне світло та омела» для каналу Hallmark у 2008 році. Камерон повернулася на телебачення у 2009 році та отримала роль у фільмі «Зроби це або зламай», яка закінчилася у 2012 році.
4 березня 2014 року Буре оголосила про участь у 18 сезоні Танців з зірками в партнерстві з Марком Балласом. Пара пройшла до фіналу та посіла третє місце після Меріл Девіс та Емі Перді, які посіли перше та друге місця відповідно.

У 2015 році було оголошено, що Буре знову зіграє роль D.J. Таннер у спінофі Netflix у 2016 році Фуллер Хаус, її героїню тепер називають Ді Джей Таннер-Фуллер. Зйомки почалися в липні 2015 року. Буре була співведучою The View у 19 і 20 сезонах. У березні 2016 року «Фуллер Хаус» було підібрано для другого сезону. 8 грудня 2016 року Буре оголосила, що залишає The View через конфлікти між проектами Fuller House і Hallmark Channel і сімейним життям. У січні 2019 року серіал «Фуллер Хаус» було продовжено на п’ятий і останній сезон, щоб вийти в ефір пізніше того ж року. Серія завершилася 2 червня 2020 року.

### Робота на Hallmark Channel
Буре знялася у понад двох десятках фільмів каналу Hallmark, у тому числі у фільмі «Зміщено на Різдво» 2017 року, а також у ролі головного персонажа у вісімнадцяти фільмах серії фільмів «Аврора Тігарден» для «Hallmark Movies and Mysteries». Буре також є виконавчим продюсером одногодинного різдвяного випуску під назвою «Різдво в Америці», у якому святкують люди з усієї Америки. 8 лютого 2019 року Буре також була ведучою 26-ї щорічної церемонії нагородження Movieguide Awards для мережі разом зі своєю дочкою Наташею. 

### Great American Media
У квітні 2022 року було оголошено, що Буре перейде до GAC Media, якою керує група на чолі з колишнім головою Hallmark Channel Біллом Ебботтом, щоб розробляти, продюсувати та зніматися в романтичних комедіях і святкових фільмах і серіалах на GAC Family (нинішня назва Great American Family). Вона посіла посаду chief content officer. 

### Книги
Камерон Буре написала чотири книжки: бестселер New York Times, Reshaping It All: Motivation for Physical and Spiritual Fitness (ISBN 1433669730), опублікована в січні 2011 року; Balancing It All: My Story of Juggling Priorities and Purpose (ISBN). 1433681846), опубліковано в січні 2014 року; Танцюй крізь життя: кроки мужності та переконання (ISBN 1433686945), опубліковано в серпні 2015 року;  і Kind is the New Classy: The Power of Living Graciously (ISBN 0310350026), опубліковано в квітні 2018 року.
У вересні 2015 року в інтерв’ю Буре розповіла, що «Танцюй крізь життя» розкриває більше особистих проблем, ніж її перші дві книги. У квітні 2018 року в інтерв’ю Буре поділилася, що Kind Is the New Classy передає ідею залишатися зосередженою і практикувати люб’язність до інших.

## Особисте життя
У 2013 році вона розповіла, що страждає на нервову булімію з ранніх двадцяти років.